# Kinarut
Kinarut is een plaats in de Maleisische deelstaat Sabah.

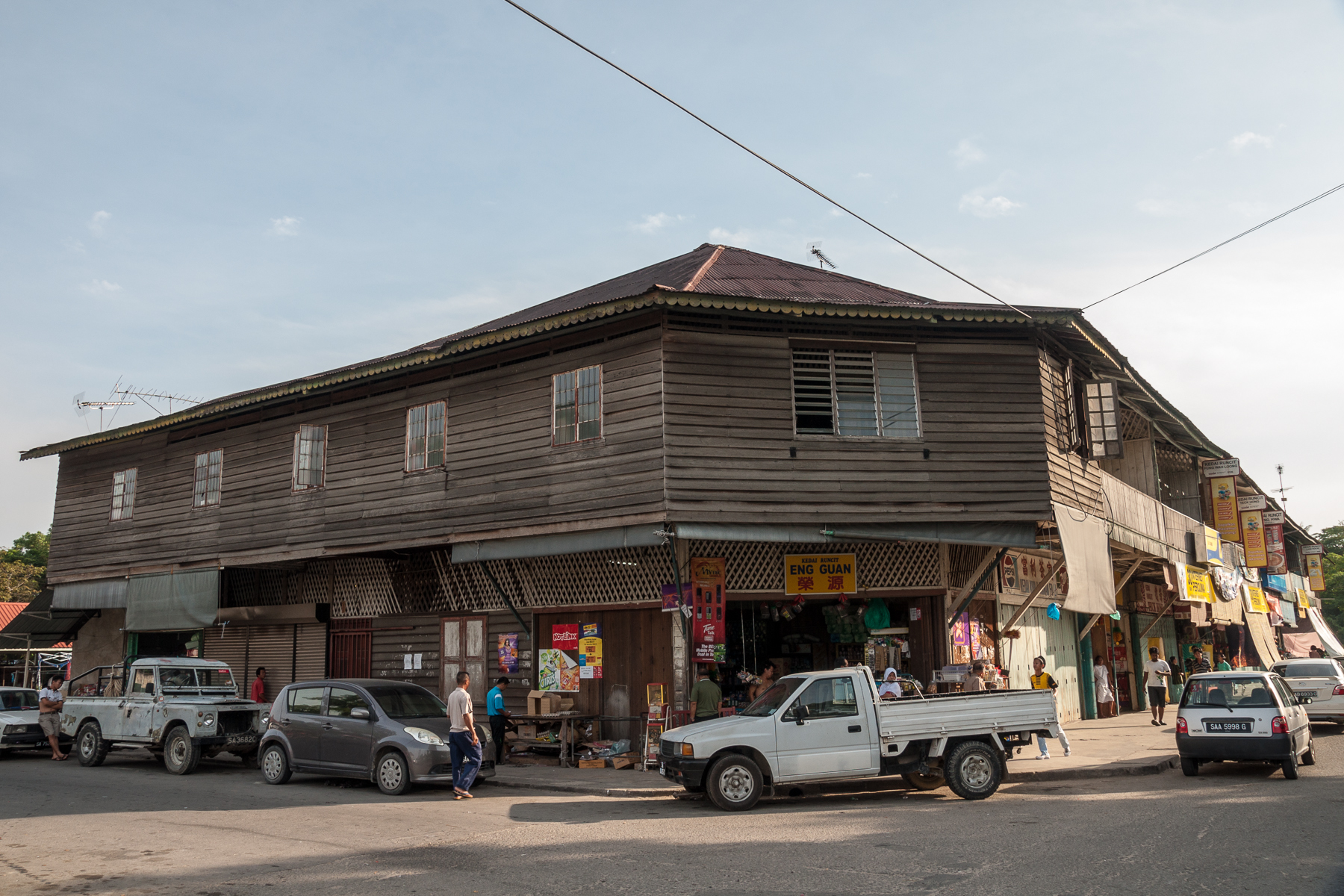
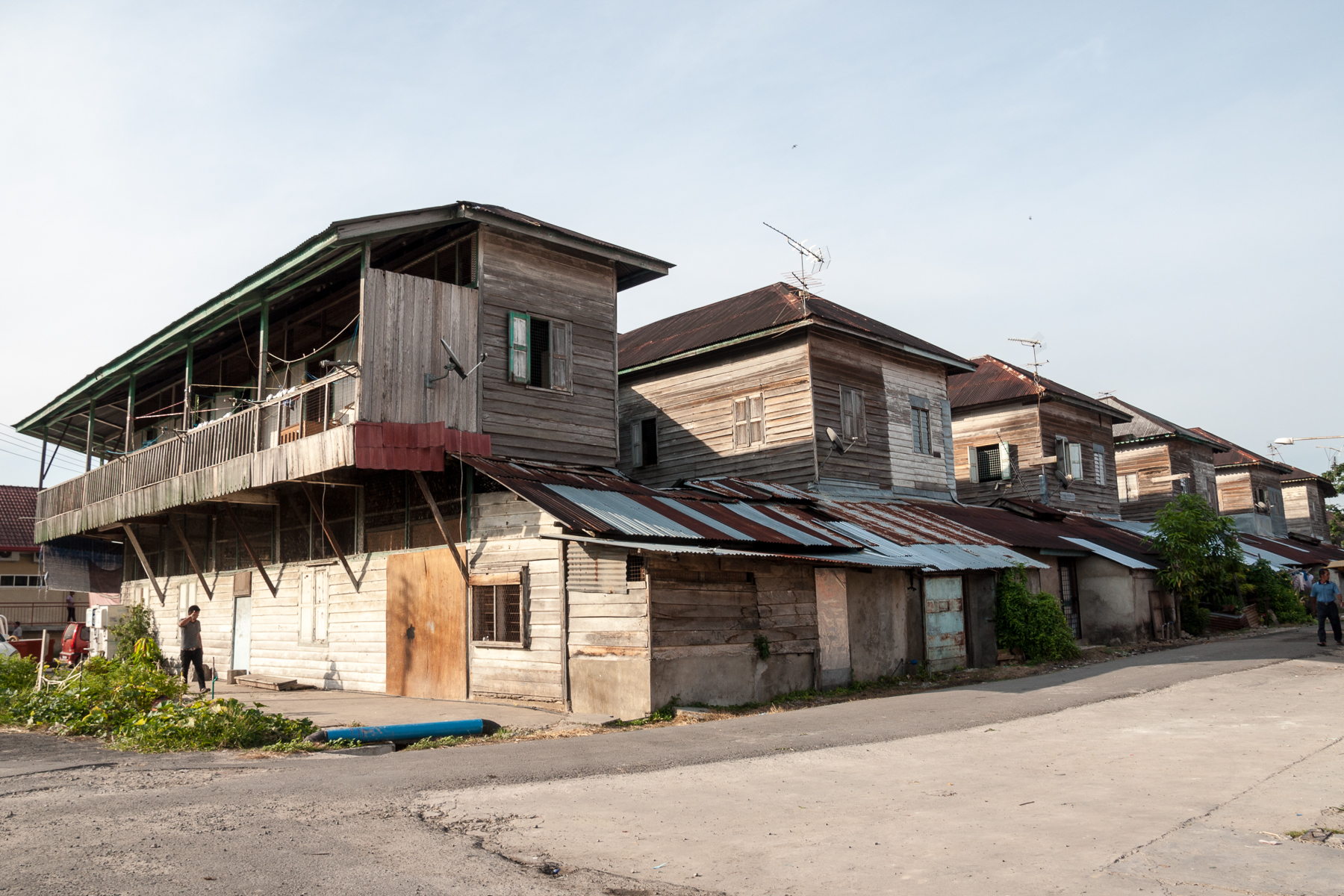
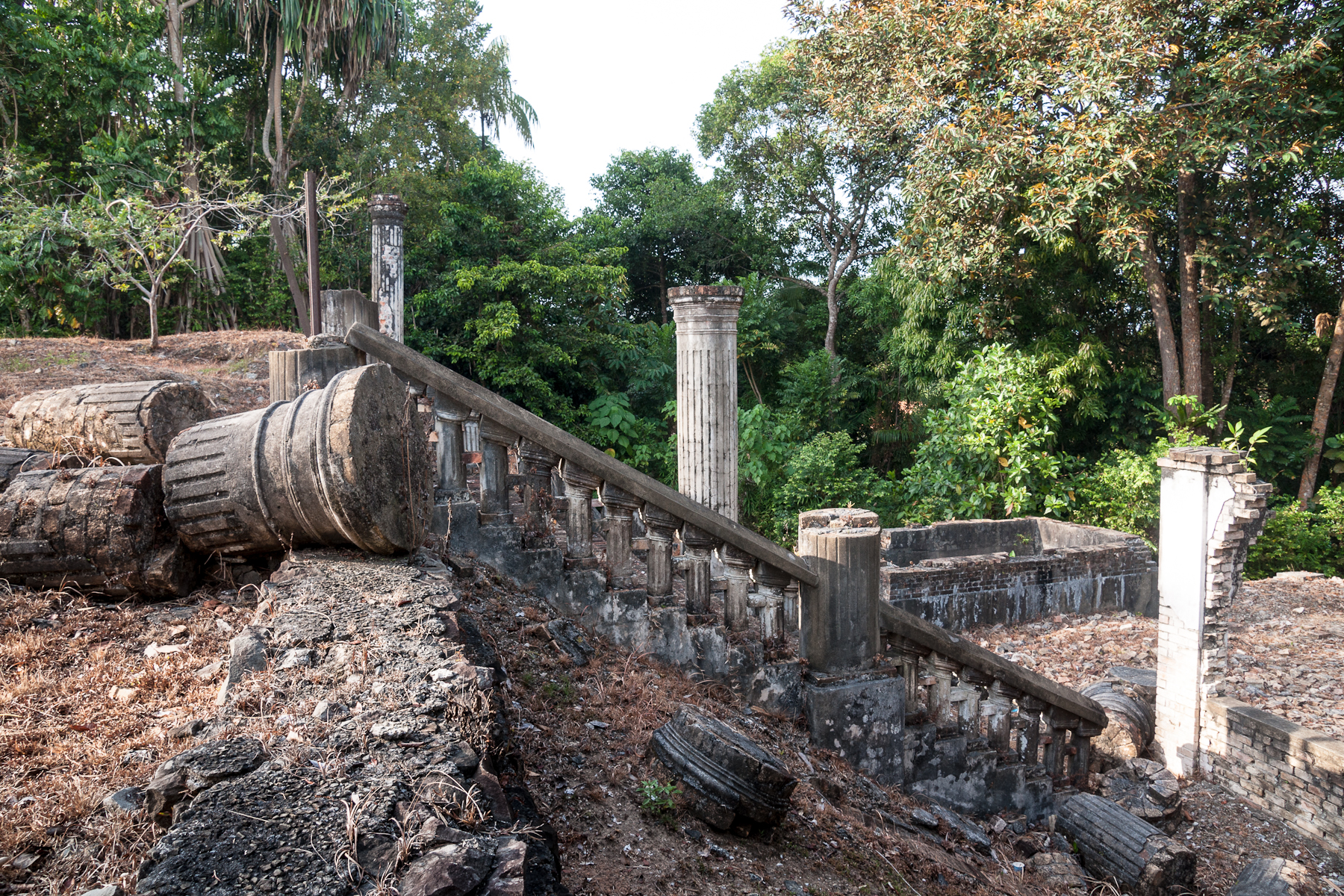
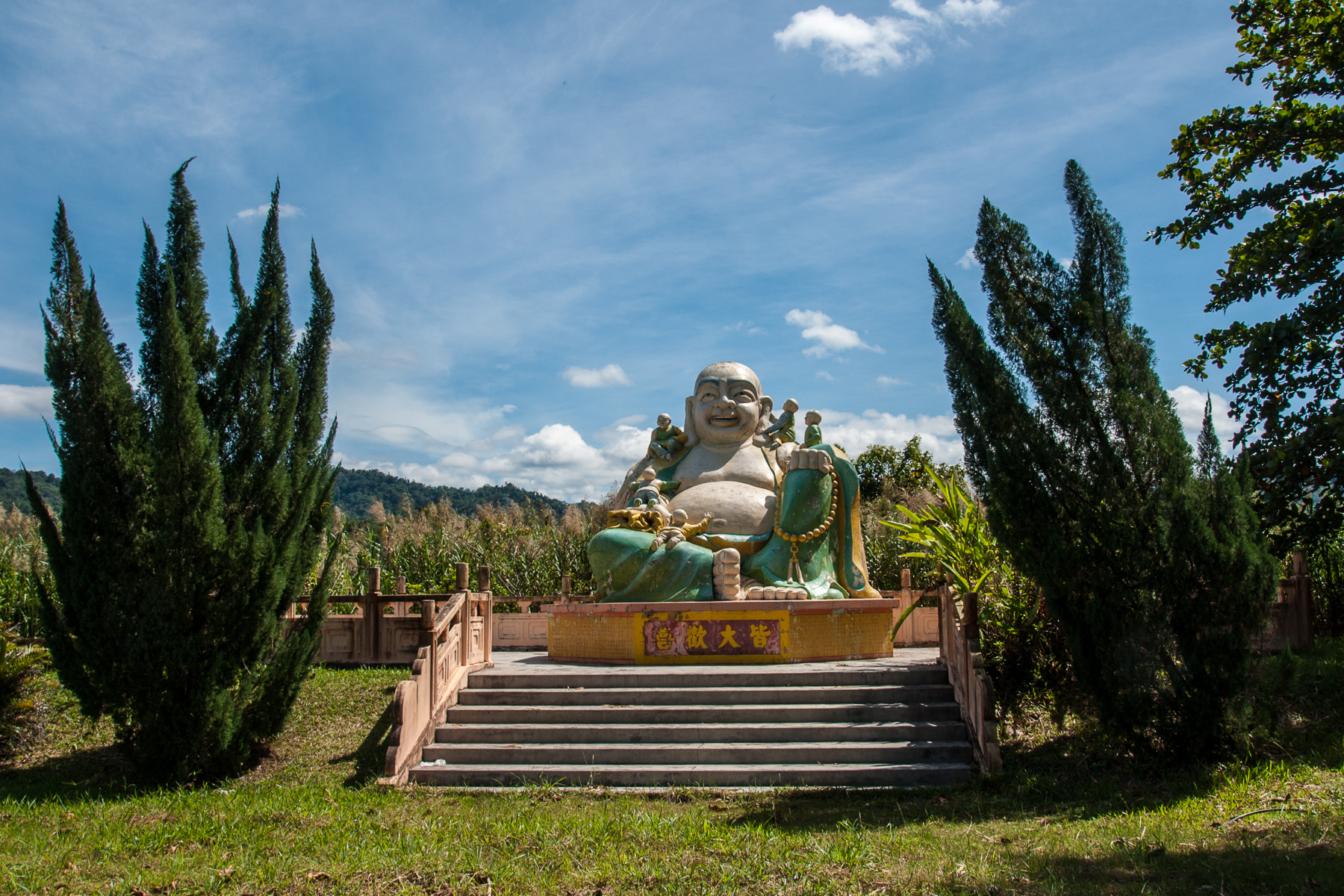
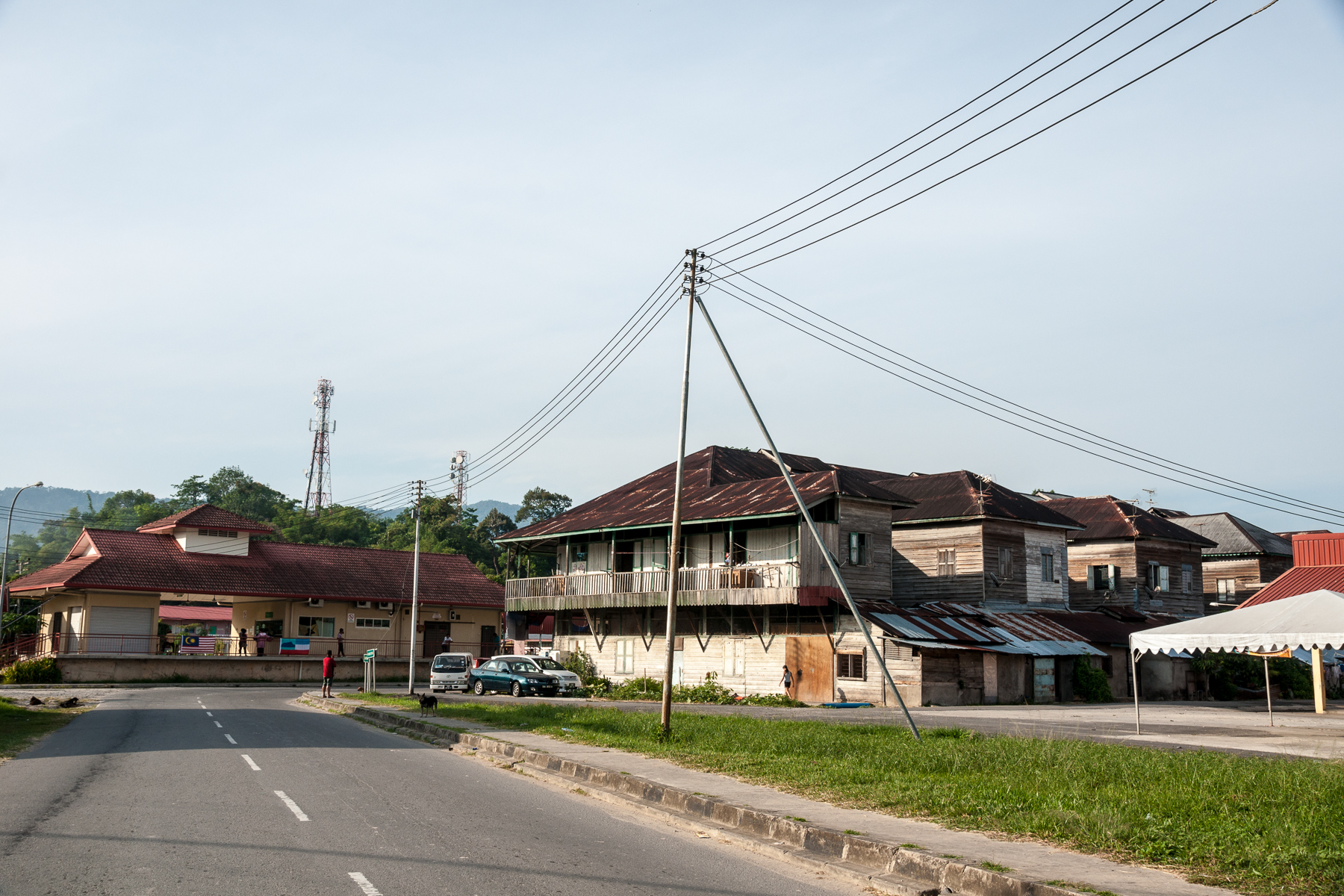

Kinarut telt 18.000 inwoners.